# 彼得斯奥拉赫
彼得斯奥拉赫（德語：Petersaurach，發音：[ˈpeːtɐsˌʔaʊʁax]）是德国巴伐利亚州中弗兰肯行政区安斯巴赫县的市镇，面积41.81平方千米，2023年12月31日人口为5,051人。